# Malwina Smarzek
Malwina Smarzek est une joueuse de volley-ball polonaise née le 3 juin 1996 à Łask. Elle mesure 1,91 m et joue au poste d’attaquante. Elle totalise 79 sélections en équipe de Pologne.

## Clubs
| Club                     | De        | À         |
| ------------------------ | --------- | --------- |
| ŁMLKS Łask               |           | 2011-2012 |
| SMS PZPS Sosnowiec       | 2012-2013 | 2013-2014 |
| UMKS MOS Wola Varsovie   | 2014-2014 | 2014-2014 |
| LTS Legionovia Legionowo | 2014-2015 | 2015-2016 |
| KPS Chemik Police        | 2016-2017 | 2017-2018 |
| Volley Bergamo           | 2018-2019 | 2019-2020 |
| AGIL Volley              | 2020-2021 | …         |

## Palmarès

### Équipe nationale
- Championnat d'Europe des moins de 18 ans
  - Vainqueur : 2013.

### Clubs
- Coupe de Pologne
  - Vainqueur : 2017.
- Championnat de Pologne
  - Vainqueur : 2017, 2018.
- Supercoupe de Pologne
  - Finaliste : 2017.